# Bahnhof Bad Wildungen
Der Bahnhof Bad Wildungen ist ein am 15. Juli 1884 eröffneter Kopfbahnhof in der nordhessischen Stadt Bad Wildungen. Er ist Endpunkt der Bahnstrecke Wabern–Bad Wildungen.

## Lage
Der Bahnhof liegt im Osten der Stadt und ist mit dem Stadtbus im Taktverkehr, zu Fuß, mit dem PKW oder mit dem Fahrrad erreichbar.

## Geschichte
Mit der Eröffnung der Bahnstrecke Wabern–Bad Wildungen am 15. Juli 1884 wurde der Bahnhof Bad Wildungen offiziell eröffnet.
Bis 1991 verkehrte ein Schnellzug-Paar Bad Wildungen–Amsterdam.
Zum Fahrplanwechsel 2008/2009 im Dezember 2008 wurde die Bedienung von der Kurhessenbahn übernommen. Zuvor hatte die Kassel-Naumburger Eisenbahn (KNE) den Verkehr durchgeführt.
Mit Beginn des Winterfahrplanes 2015/2016 im Dezember 2015 wurden die zuvor nur zwischen Wabern, Fritzlar und Bad Wildungen verkehrenden Züge über Wabern hinaus nach Kassel Hbf durchgebunden. Es werden alle zwei Stunden Direktverbindungen angeboten.

## Empfangsgebäude

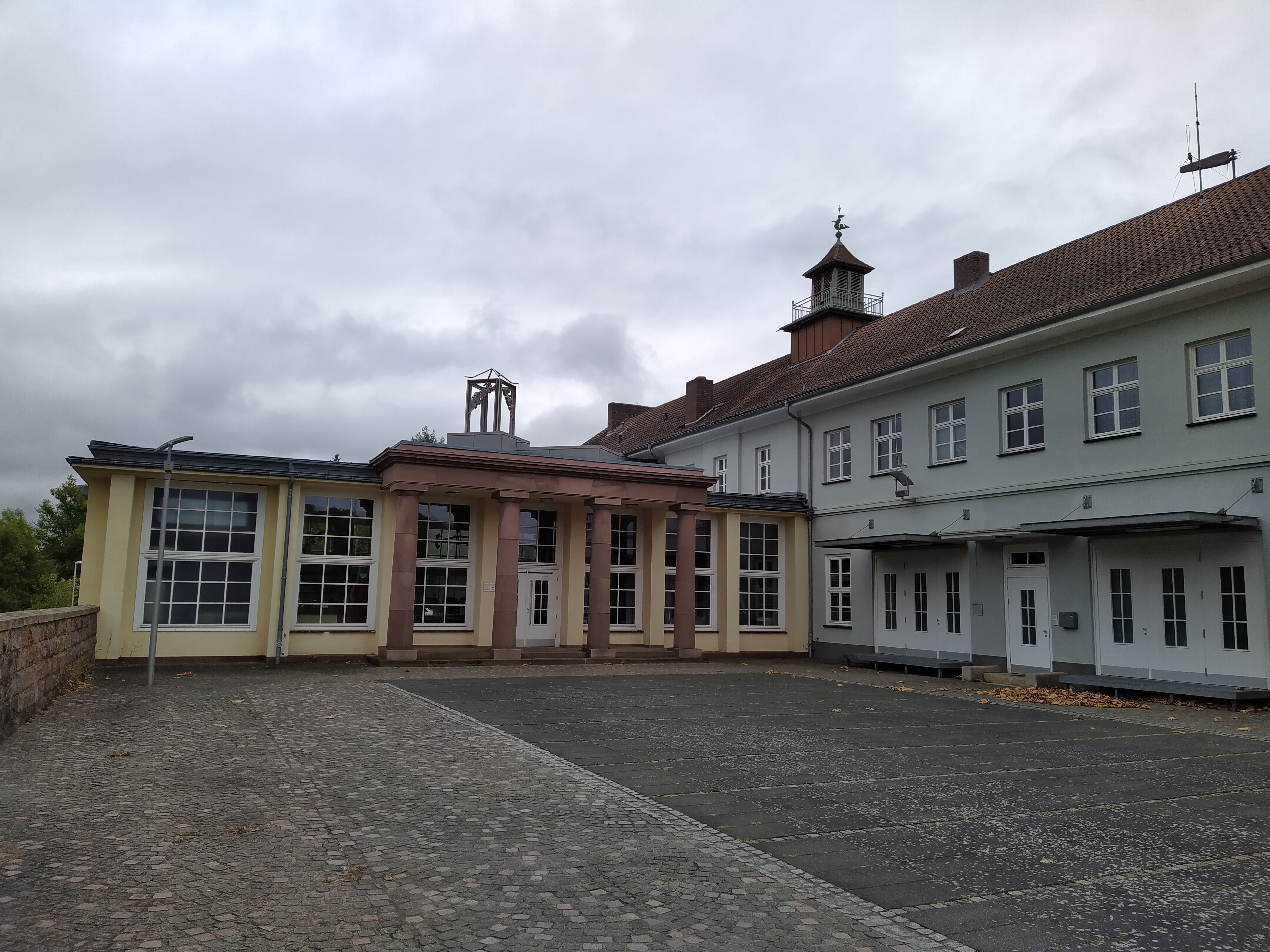
Empfangsgebäude, Nordwest-Seite

Das Empfangsgebäude des Bad Wildunger Bahnhofs wurde 1884 errichtet. 1936 wurde es durch eine repräsentative Eingangshalle und eine vergrößerte, bis zur Straße reichende Bahnsteigüberdachung erweitert. 2001 wurde es umfassend renoviert, in den nicht mehr benötigten Räumlichkeiten wurde ein ''Gründerzentrum'' angesiedelt. Daneben befinden sich sowohl ein NVV-Kundenzentrum als auch ein DB-Reisezentrum im Gebäude. Fahrkarten können auch an einem Fahrscheinautomaten auf dem Bahnsteig erworben werden. Das Gebäude steht unter Denkmalschutz.

## Anlagen
Vorhanden sind heute (2023) ein Bahnsteiggleis und ein Abstellgleis; beides sind Kopfgleise, eine Umsetzmöglichkeit ist nicht vorhanden. Das übrige ehemalige Bahnhofsgelände ist gleislos und teilweise überbaut.

## Betrieb
Bad Wildungen liegt im Tarifgebiet des Nordhessischen VerkehrsVerbundes (NVV).

### Bahnverkehr
Der Bahnhof Bad Wildungen wird wochentags im Stundentakt, am Wochenende zweistündlich von Regionalzügen der Relation Bad Wildungen – Fritzlar – Wabern – Kassel bedient. Ab 7:00 Uhr fahren alle Züge durchgehend von und nach Kassel. Aus und in Richtung Süden gibt es in Wabern Anschlüsse auf den Regional-Express Kassel–Frankfurt (RE 30 und RE 98).
| Linie     | Verlauf | Takt                                     |
| --------- | --- | ---------------------------------------- |
| RB39 RE39 | Kassel Hbf – Kassel-Wilhelmshöhe – (Kassel-Oberzwehren – Baunatal-Rengershausen – Baunatal-Guntershausen – Edermünde-Grifte – Felsberg-Wolfershausen – Felsberg-Altenbrunslar –) (nur RB39) Felsberg-Gensungen – Wabern (Bz Kassel) – Zennern – Fritzlar – Ungedanken – Mandern – Wega – Bad Wildungen Stand: Fahrplanwechsel Dezember 2024 | 60 min (wochentags) 120 min (Wochenende) |

### Busverkehr
Von morgens bis abends fährt der StadtBus Bad Wildungen der Bad Wildunger Kraftwagenverkehrs - und Wasserversorgungsgesellschaft (BKW) im 30-Minuten-Takt. Am Wochenende verkehren die Stadtbusse im Stundentakt. Mit der Stadtbuslinie 1 besteht vom Bahnhof Bad Wildungen Anschluss zur Altstadt, zur Brunnenallee und zum „Kurstadtteil“ Reinhardshausen.
Zentrale Haltestelle aller (Stadt-)Busse ist die Haltestelle Treffpunkt am zentral gelegenen Brunnenplatz (Scharnier). Verknüpfungen mit den Regionalbussen und den Zügen der Deutschen Bahn bestehen jedoch am Bahnhof.
Alternativ zu den Regionalzügen fährt ab Kassel in circa einer Stunde und 20 Minuten die regionale Buslinie 500 über Gudensberg und Fritzlar nach Bad Wildungen Bahnhof.